# Fawn Grove (Pensilvania)
Fawn Grove es un borough ubicado en el condado de York en el estado estadounidense de Pensilvania. En el año 2000 tenía una población de 463 habitantes y una densidad poblacional de 111.7 personas por km².

## Geografía
Fawn Grove se encuentra ubicado en las coordenadas 39°43′48″N 76°27′03″O / 39.73000, -76.45083.

## Demografía
Según la Oficina del Censo en 2000 los ingresos medios por hogar en la localidad eran de $48,750 y los ingresos medios por familia eran $50,714. Los hombres tenían unos ingresos medios de $37,500 frente a los $25,000 para las mujeres. La renta per cápita para la localidad era de $20,105. Alrededor del 1.1% de la población estaba por debajo del umbral de pobreza.